# Soemnagincultuur
De Soemnagincultuur (Russisch: Сумнагинская культура) is een mesolithische cultuur van Oost-Siberië. Ze werd voor het eerst beschreven door Joeri Motsjanov in 1966, en is vernoemd naar de nederzetting Soemnagin aan de bovenloop van de Aldan. De cultuur dateert van de 2e helft van het 8e millennium tot het 4e millennium v.Chr..
Ze verspreidde zich van het zuiden tot in het Siberische Noordpoolgebied: van het Aldan-stroomgebied tot de middenlopen van de Lena en Viljoej in het zuiden tot het schiereiland Tajmyr en de Beneden-Kolyma in het noorden. Ze ontstond uit de voorafgaande laatpaleolithische Djoektajcultuur onder invoed van de veranderende klimatologische omstandigheden.
De basis van de economie was de jacht. Men leefde in lichte, ronde woningen, vergelijkbaar met de tsjoem. In de nederzettingen werden beenderen pijlpuntjes en priemen gevonden, welke duiden op de vervaardiging van warme pelskleding. 
De Soemnagincultuur werd opgevolgd door de neolithische Syalachcultuur.